# Joan Carles Pié Galceran
Joan Carles Pié Galceran (el Masnou, 12 de juny de 1966 - el Masnou, 6 de novembre de 2019) fou un entrenador de bàsquet català.
Inicià la seva trajectòria esportiva dirigint el Mataró (1993-95), Club Bàsquet Sant Josep (1995-96) i Unió Esportiva Mataró (1996-97). També formà del cos tècnic de l'Universitari de Barcelona (1998-00) i la temporada 2000-01 fitxà per l'Agrupació Esportiva Sedis Bàsquet. Amb el sènior femení aconseguí l'ascens històric a la primera divisó de la Lliga femenina (2001-02). També fou entrenador del sènior masculí a la Copa Catalunya (2014-15), coordinador tècnic i gerent de l'entitat urgellenca. Més endavant, dirigí el Bàsquet Club River Andorra (2007-10), amb el qual aconseguí l'ascens a la LEB Plata, el júnior de FC Barcelona (2010-11) i el sènior femení del Club Bàsquet Arenys (2013-14). En la seva segona etapa al Cadí la Seu guanyà dues Lligues catalanes (2015, 2016) i aconseguí un cinquè lloc a la Lliga espanyola la temporada 2015-16. Degut a una greu malaltia que se li va detectar l'estiu de 2017, va haver d'abandonar la direcció del Cadí la Seu l'agost del mateix any, sent substituit per Bernat Canut. Morí el novembre de 2019 als 53 anys.